# Satoshi Yoshioka
Satoshi Yoshioka (吉岡 聡 Yoshioka Satoshi?, nacido el 6 de julio de 1987 en Gunma) es un exfutbolista japonés. Jugaba de centrocampista y su último club fue el Kataller Toyama de Japón.

## Trayectoria

### Clubes
| Club            | País  | Año  |
| --------------- | ----- | ---- |
| Yokohama FC     | Japón | 2006 |
| Thespa Kusatsu  | Japón | 2007 |
| Kataller Toyama | Japón | 2008 |

## Palmarés

### Títulos nacionales
| Título    | Club        | País  | Año  |
| --------- | ----------- | ----- | ---- |
| J2 League | Yokohama FC | Japón | 2006 |